# Jan Wężyk (1575–1638)
Jan Wężyk herbu Wąż (ur. 1575 w Wężykowej Woli, zm. 27 maja 1638 w Łowiczu) – interrex I Rzeczypospolitej w latach 1632-1633, arcybiskup gnieźnieński i prymas Polski 1627-1638, biskup poznański 1624-1627, biskup przemyski 1619-1624, archidiakon lubelski, prepozyt sandomierski, kanonik krakowski, opat komendatoryjny w Mogile w 1613, archidiakon warszawski w 1614, pisarz królewski w 1605 roku, sekretarz królewski w latach 1605-1613.

## Życiorys

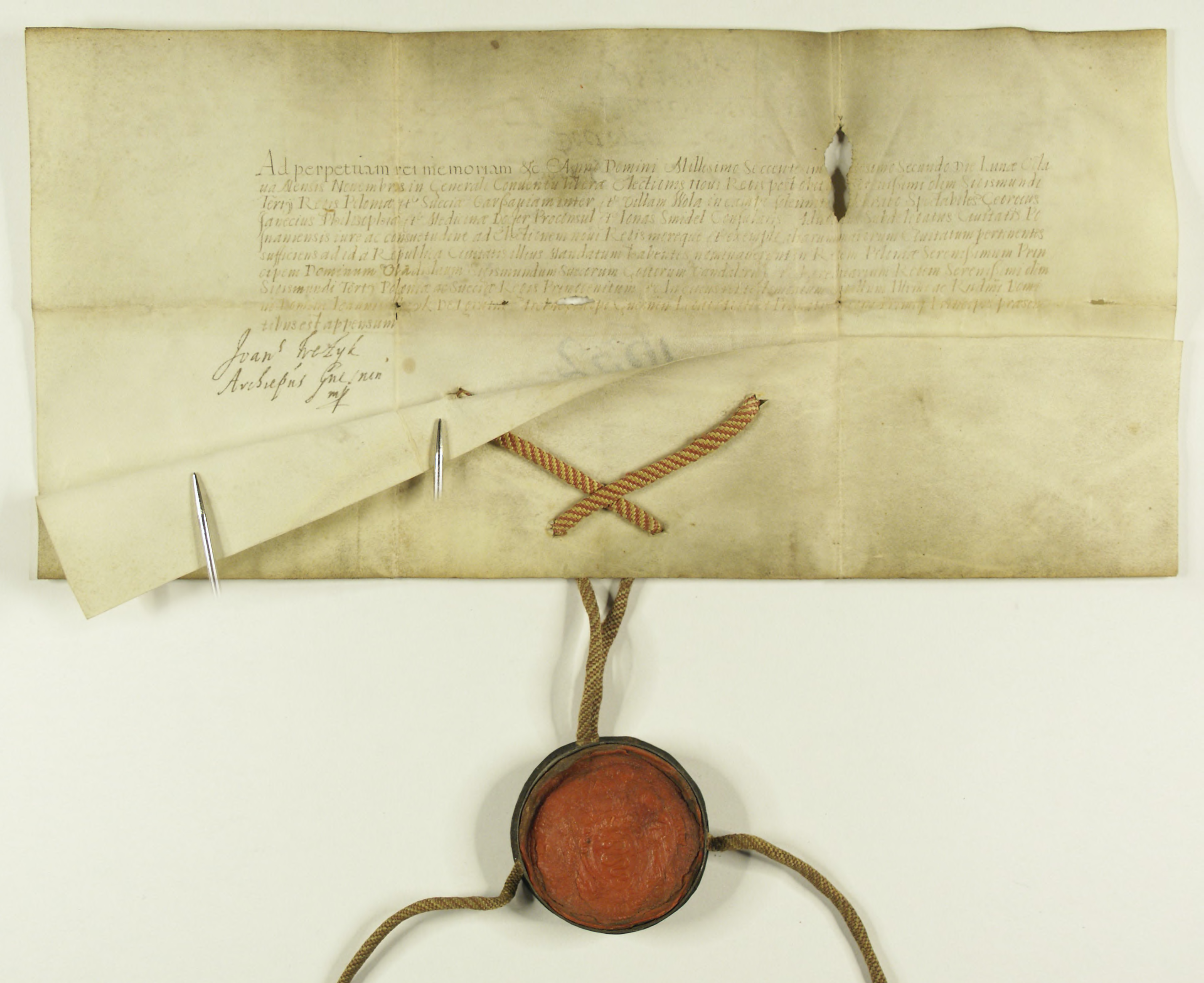
Abp Jan Wężyk zaświadcza, że posłowie miasta Poznania oddali głos na syna Zygmunta III (ze zbiorów Archiwum Państwowego w Poznaniu)

Pochodził ze średniozamożnej szlachty z województwa sieradzkiego. Studiował w Kolegium jezuitów w Kaliszu. W 1591 zapisał się na Uniwersytet Krakowski, w 1592 studiował na Uniwersytecie Padewskim. Studiował przez 7 lat w Rzymie, edukację uwieńczył doktoratem obojga praw.
Po powrocie do kraju szybko uzyskiwał kolejne beneficja kościelne. Był archidiakonem lubelskim, kanonikiem krakowskim, prepozytem sandomierskim, opatem komendatoryjnym mogilskim (od 1613). Jako opat odnowił i rozbudował świątynię w Mogile. Od 1614 archidiakon warszawski.
Był sekretarzem króla Zygmunta III Wazy, specjalizującym się zwłaszcza w sprawach włoskich.
W 1619 nominowany przez monarchę biskupem przemyskim, prowizję papieską otrzymał 17 lutego 1620. Sakrę przyjął z rąk prymasa Wawrzyńca Gembickiego. Odbył w biskupstwie przemyskim synod diecezjalny w 1621, zarządził przeprowadzenie wizytacji kanonicznej, często uczestniczył w posiedzeniach kapituł. Odzyskał także na terenie diecezji kilka świątyń z rąk innowierców.
13 maja 1624 został przeniesiony na biskupstwo poznańskie. Rządy objął w niej 1 lipca 1624 i sprawował do maja 1627.
22 marca 1627 został arcybiskupem gnieźnieńskim i prymasem Polski. Diecezją rządził gorliwie, rezydując w Łowiczu kontaktował się z kapitułą i konsystorzem za pomocą licznych listów. Jako metropolita zwołał dwa synody prowincjonalne. Na synodzie w 1628 uchwalono kontrybucję na cele wojenne oraz rozpatrywano kwestii kościelnych. Uchwały synodu w 22 statutach poruszają szereg spraw związanych z katechizacją wiernych, przygotowaniem do święceń kapłańskich, urzędów biskupich, zakonu oraz reprezentacji duchowieństwa w Trybunale Koronnym. Były one ważną kodyfikacją partykularnego prawa kanonicznego, zostały ogłoszone drukiem pod tytułem Synodus provincialis Gnesnensis A.D. 1628 die 22 mai celebrata (wydane 1630 i 1761), znane jako "Zbiór prymasa Wężyka". Drugi synod prowincjonalny zwołał do Warszawy w 1634.
Od 30 kwietnia 1632 do 6 lutego 1633 był interreksem Królestwa Polskiego. Był członkiem konfederacji generalnej zawiązanej 16 lipca 1632 roku. Był elektorem Władysława IV Wazy z województwa poznańskiego w 1632, Podpisał jego pacta conventa.
6 lutego 1633 koronował na króla Polski Władysława IV, a 13 września 1637 jego żonę Cecylię Renatę.
Zmarł 27 maja 1638 w Łowiczu po kilkumiesięcznej chorobie. Pochowany w kolegiacie łowickiej.